# Brudnów Stary
Brudnów Stary – wieś w Polsce położona w województwie łódzkim, w powiecie poddębickim, w gminie Dalików.
Powstała z dniem 1 stycznia 2008 w wyniku odłączenia części wsi o nazwie Stary Brudnów od zniesionej rok później wsi Brudnów.